# Авхімович Катерина Михайлівна
Катерина Михайлівна Авхімович (нар. 2 січня 1988, Мінськ, Білоруська РСР) — білоруська футболістка, півзахисниця клубу «Бобруйчанка» та жіночої збірної Білорусі. Майстер спорту Республіки Білорусь.

## Життєпис
Катерина Михайлівна Авхімович народилася в Мінську 2 січня 1988 року. У 11 років Катерину запросили в молодшу команду з міні-футболу «Вільчинія» (Мінськ). Ще будучи гравцем команди «Вільчинії» розпочала виступати за молодіжну збірну Білорусі з футболу. Закінчила школу з хореографічним ухилом. Закінчила Білоруський державний університет фізичної культури.
У 2003 році грала за команду «Едель-Імо» (Дзержинськ). Вийшла на поле 12 серпня 2003 року проти команди «Надія» (Могильов). У складі ЖФК «Зорка-БДУ» з 2007 року.
За результатами 2009 року визнана білоруською федерацією футболу однією з найкращих нападниць року. Стала найкращим бомбардиром чемпіонату Білорусі сезону 2010 року, відзначилася 32-ма голами в 24 поєдинках. У сезоні 2009 року завоювала кубок Білорусі, а потім перемогла чемпіона Білорусії 2009 року «Університет» в матчі за Суперкубок, відзначившись в матчі двома голами. Влітку 2011 року підписала черговий контракт з ЖФК «Зорка-БДУ». Наступного дня отримала запрошення на перегляд у ЖФК «Рязань-ВДВ».
У складі «Рязані» завоювала титул чемпіона Росії 2013 року.
За підсумками 2013 року визнана гравцем року Білорусі.
У 2014 році завоювала кубок Росії. Останній матч за «Рязань-ВДВ» провела 12 серпня 2014 року.
У грудні 2014 року покинула клуб «Рязань-ВДВ». Повернулася в Білорусь, у січні 2015 року підписала контракт з ЖФК «Мінськ», в складі якого завоювала титул чемпіона Білорусії, а також стала володарем Суперкубку і Кубку Білорусі 2015 року. У матчі за Суперкубок проти ЖФК «Зорка-БДУ» стала автором переможного голу.
З квітня по липень 2016 року грала за могилівський клуб «Надія-Дніпро». Потім перейшла в російський клуб «Дончанка» (Азов), який виступав в першому дивізіоні Росії. У складі «Дончанки» 6 жовтня зіграла матч у чвертьфіналі кубку проти «Кубаночки».
Також провела три матчі в першій лізі чемпіонату — 7 листопада проти «Кузбасу» (Кемерово), 9 листопада проти «Зірки-2005» (Перм) і 13 листопада проти «Єнісея» (Красноярськ), відзначившись по одному голу в перших двох матчах. На початку сезону 2017 року почала грати в ЖФК «Єнісей», за який зіграла 8 матчів. У 2018 році повернулася в Білорусь, де грала спочатку в «Зоркі-БДУ», потім у «Бобруйчанці». Паралельно працює тренером у жіночій команди ФК «Юніор».
28 вересня 2004 року виступала у молодіжній збірній Білорусі серед дівчат WU-19 (відбірковий матч чемпіонату Європи проти молодіжної збірної Молдови). У складі національної збірної вийшла на заміну у відбірковому матчі чемпіонату Європи проти збірної Чехії 26 червня 2008 року.

## Досягнення
- Чемпіонат Росії
  -  Чемпіон (1): 2013
  -  Бронзовий призер (1): 2012/13

- Чемпіонат Білорусі
  -  Чемпіон (1): 2015
  -  Срібний призер (2): 2010, 2011